# David Acheson
David Acheson (* 1830 in Washington, Pennsylvania, Vereinigte Staaten; † 26. Februar 1896 in Pittsburgh, Pennsylvania, Vereinigte Staaten) war ein US-amerikanischer Musiker des 19. Jahrhunderts. Er war als Postmeister von Washington, Pennsylvania, tätig und engagierte sich auch in Fairfield, Iowa, in der Musik- und Lebensmittelbranche. Acheson komponierte mehrere Musikstücke und hinterließ einen kulturellen Beitrag seiner Zeit.

## Leben
David Acheson, geboren am 26. Februar 1830 in Washington, Pennsylvania, war der Sohn von David und Mary Acheson. Er wuchs in einer einflussreichen Familie auf, zu der auch mehrere juristische und politische Persönlichkeiten gehörten. 1853 wurde er im Alter von 23 Jahren zum Postmeister in Washington ernannt, eine Position, die er vier Jahre lang innehatte.
Später zog Acheson nach Fairfield, Iowa, wo er neben seiner Tätigkeit als Musiker auch im Lebensmittelhandel aktiv war. In Fairfield heiratete er 1863 Sarah Jane 'Jennie' Carey, mit der er drei Kinder hatte. Nach dem Tod seiner Frau im Jahr 1876 verließ er Fairfield und siedelte später nach Pittsburgh, Pennsylvania, über.
Während des Amerikanischen Bürgerkriegs diente Acheson in der Armee, stationiert in Fairfield. In seinen späteren Jahren litt er an einer Lähmung, die ihn zunehmend beeinträchtigte. David Acheson verstarb am 26. Februar 1896 in Pittsburgh und wurde auf dem Familienfriedhof in Washington beigesetzt.

## Werke (Auswahl)
- Dream Waltz für Klavier, Saint Louis, 1875 (Digitalisat bei Hathi Trust Digital)
- My blue eyed boy, Song and Chorus OCLC 1236802438 (Digitalisat bei Hathi Trust Digital)
- Resting für Gesangsolo, gemischten Chor und Klavier, 1875 OCLC 666279979